# معركة بنغازي الثانية
معركة بنغازي الثانية هي حصار وهجوم عنيف شنته قوات الرئيس الليبي معمر القذافي على مدينة بنغازي شرق ليبيا التي تمثل المعقل الرئيسي لمشاركي الحرب الأهلية الليبية (2011) في صباح يوم 19 مارس 2011. وكان قد بدأ الهجوم بحصار وقصف للمدينة، ثم حاولت قوات القذافي دخول أحيائها الغربية لكن المتمردين استطاعوا ردعها وإجبارها على الانسحاب، وقد انتهى الحصار مع بدأ العمليات والغارات الدولية ضد قوات القذافي التي تمكنت من هزم قواته وإجباره على التراجع.

## الخلفية
نقلت بعض وسائل الإعلام في يوم 11 مارس وُجود محاولات للتفاوض مع القذافي على أمل إيقاف زحف قواته العسكري المُستمر باتجاه الشرق - على حساب أراضي المتمردين - الذي كاد يَصل مدينة بريقة، مما بدأ بفتح الطريق له إلى مدينة بنغازي عاصمة المتمردين وهو ما يُمثل تهديداً كبيراً لسكان المدينة والمتمردين فيها ويُعرضها لقصف طويل من قوات القذافي، والذي قدم عدة مطالب خلال المُفاوضات تتضمن الاعتراف بشرعية حُكمه وأخذ عهد من قوات حلف الناتو بعدم التدخل عسكرياً في حربه مع المتمردين مُقابل عدم حصاره لمدينة بنغازي.
لكن من الجهة الأخرى أعلنت قوات القذافي بعد ذلك ببضعة أيام أنها قادمة لتحرير أهل مدينة بنغازي مما يَعيشون فيه ودحض الظلم الذي يَسود مدينتهم، ثم في يوم 17 مارس أعلن القذافي بنفسه أنه لا يَتوقع مواجهة صعوبة في الاستيلاء على مدينة بنغازي بعد أن دحر المتمردين في مدينة أجدابيا على حد قوله، وبدأت قواته بالتقدم شرقاً نحو معاقلهم، وقد هدد أيضاً المتمردين في بنغازي وطلب منهم الاستعداد لمجيء قواته ووعد بالعفو عن الذين يَتبرؤون من الثورة. وقبل ذلك بيوم كان قد عقد مجلس الأمن الدولي اجتماعاً لمُناقشة قرار خوض حرب دولية ضد القذافي، لكنه لم يَتوصل إلى شيء.

## الأحداث

### بدأ الحصار والهجوم

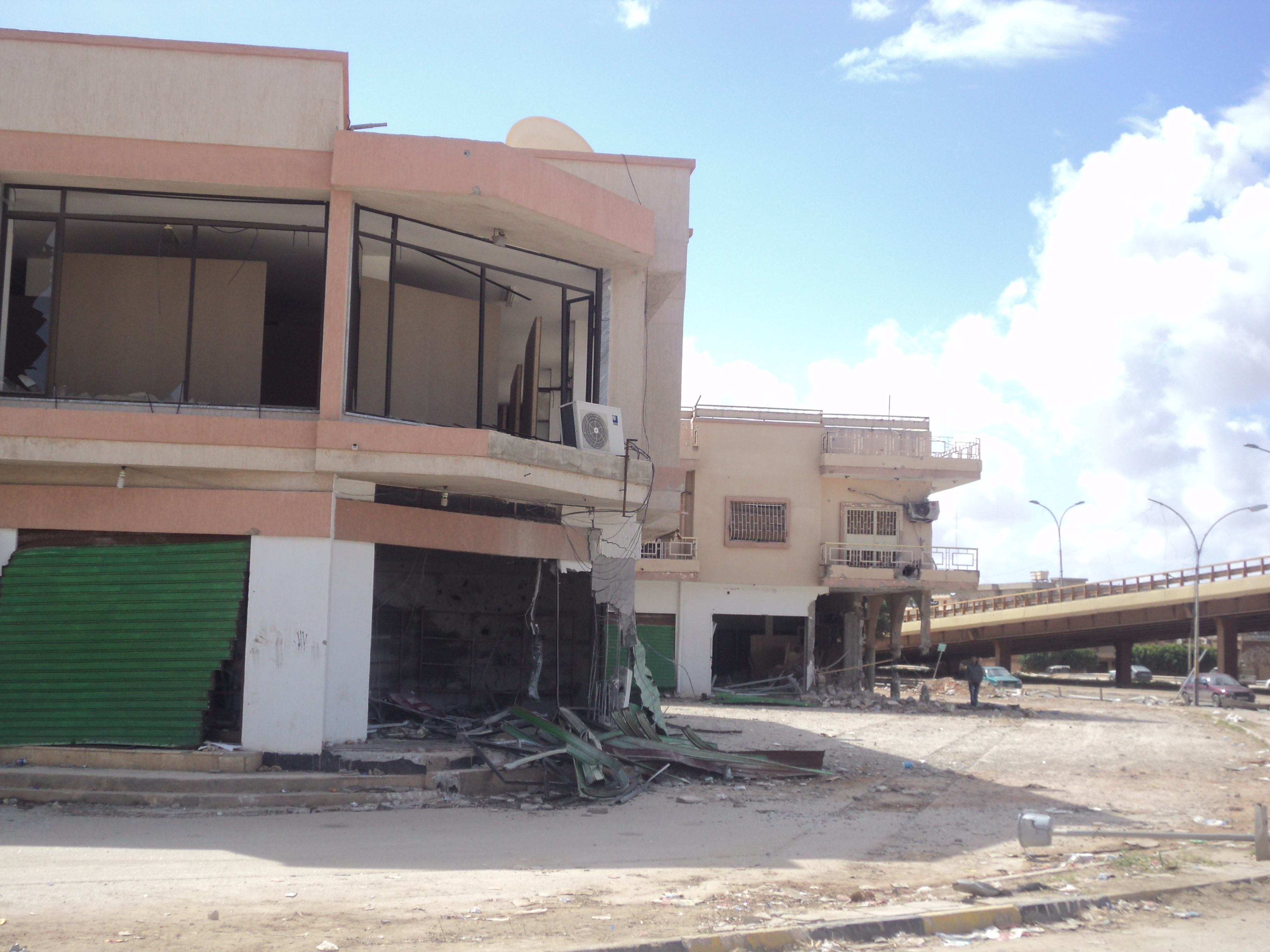
آثار الدمار قرب جسر طرابلس من آثار المعركة

بدأ الهجوم صباح يوم السبت 19 مارس باشتباك بين المتمردين وقوات القذافي - التي كانت تتقدم باتجاه مدينة بنغازي - على مسافة 50 كيلومتراً من المدينة، وفي الوقت ذاته قام القذافي أيضاً بإنزال بحري قرب جرجورة على بُعد 60 كيلومتر من بنغازي، التي قطعت عنها كافة الاتصالات في الوقت ذاته. ومع هذا التوتر في الأحداث ظهرت نداءات في المساجد والإذاعات الحرة بالاستعداد للدفاع عن المدينة ضد زحف قوات القذافي. في حين أن عدداً من السكان يقدر الآلالف اضطر للنزوح إل مدينة البيضاء المُجاورة هرباً ومنهم من نزح إلي مصر.
في وقت لاحق دخلت قوات القذافي عبر غرب مدينة بنغازي وبدأت بإطلاق النار وقصف المنطقة المُجاورة بشكل عشوائي باستخدام قاذفات الصواريخ، وانطلقت عدة سيارات من «حي الفويهات» الذي يَبعد 5 كيلومترات عن مركز المدينة وأخذت تطلق النار على الناس، فهاجم المتمردين بدورهم هذه القوات في حرب عصابات استطاعوا خلالها قتل وأسر العديد من جنود القذافي، وتمكنوا أيضاً حتى ذلك الوقت من تدمير 3 دبابات تابعة لهذه القوات على الأقل. وقد استطاع المتمردين بهذه المُقاومة صد الهجوم وحسر وُجود قوات القذافي في غرب بنغازي إلى حدد كبير (حسبما أكدت دوريات المروحيات التي قادها المتمردين)، بالرغم من وقوع عدد كبير من الضحايا في صفوف المدنيين والمتمردين أنفسهم بلغ عددهم 33 آنذاك وتأثر عدة مناطق بالقصف بما في ذلك مخيم للهلال الأحمر الليبي في وسط المدينة وحي الدولار.
حاول المتمردين أيضاً خلال المَعركة استخدام طائرة حربية لقصف قوات القذافي التي تحاصر المدينة، لكن حسب بعض الشهادات فقد بدأت الطائرة بالاحتراق بعد إصابتها بقذيفة من من هذه القوات وسقطت فوق أحد المباني مُتحولة إلى أشلاء. لكن بالرغم من ذلك فتقول بعض المصادر أن الطيار قد استطاع الخروج من الطائرة والنجاة قبل أن تنفجر وتتحطم.

### الهجوم الدولي
مع بدأ المعركة في بنغازي في يوم السبت 19 مارس نفسه بدأ في المُقابل حراك دولي سريع لحل أزمة ليبيا، ففي ذلك اليوم أعلن الرئيس الفرنسي نيكولا ساركوزي بدأ تطبيق قرار الحظر الجوي الليبي بعد اجتماع طارئ أجرته عدة دول من الأمم المتحدة في العاصمة الفرنسية باريس. وقد أعلن أن هدف الهجمات الدولية هذه سيَتضمن حماية مدينة بنغازي بعد أن باتت في خطر من هجوم القذافي، وقد استطاعت الطائرات الفرنسية إصابة عدة أهداف وقوات للقذافي بعد أن باشرت العمل، وتمكنت من إيقاف الهجوم الجوي على بنغازي وحسر وجود قوات القذافي في الجو الليبي وحول المدينة.